# Faux-la-Montagne

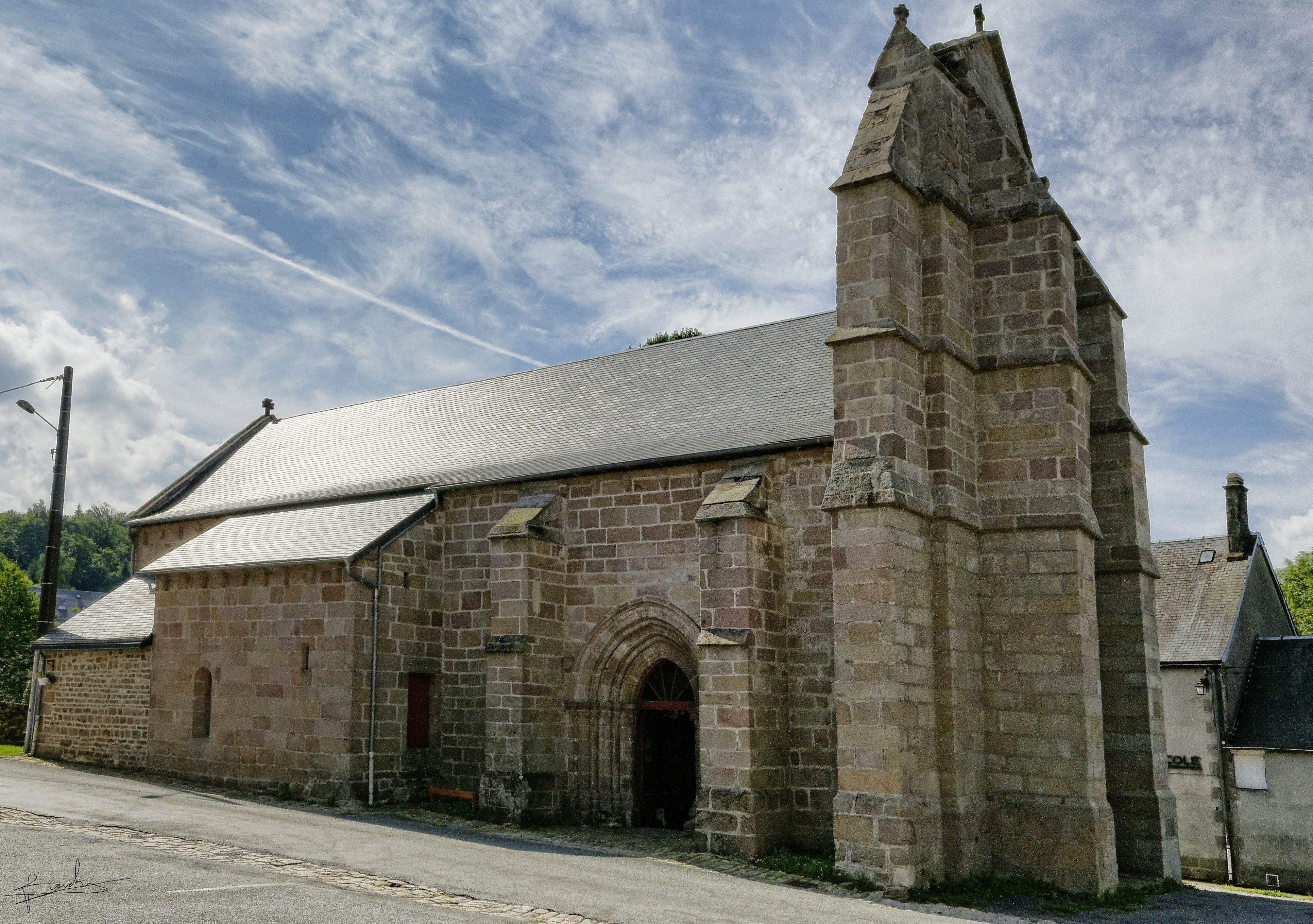
Kościół św. Stefana (2014)

Faux-la-Montagne – miejscowość i gmina we Francji, w regionie Nowa Akwitania, w departamencie Creuse.
Według danych na rok 1990 gminę zamieszkiwało 391 osób, a gęstość zaludnienia wynosiła 8 osób/km² (wśród 747 gmin Limousin Faux-la-Montagne plasuje się na 303. miejscu pod względem liczby ludności, natomiast pod względem powierzchni na miejscu 34.).

## Populacja

Populacja Faux-la-Montagne w latach 1962–2008